# Eptatretus sheni
Eptatretus sheni är en ryggsträngsdjursart som först beskrevs av Kuo, Huang och Hin-Kiu Mok 1994.  Eptatretus sheni ingår i släktet Eptatretus och familjen pirålar. IUCN kategoriserar arten globalt som livskraftig. Inga underarter finns listade i Catalogue of Life.